# Edgar Bundy
Pour les articles homonymes, voir Bundy.
Edgar Bundy, A.R.A., né à Brighton le 29 mars 1862 et mort à Londres en janvier 1922, est un peintre anglais spécialisé dans la peinture d'histoire et l'aquarelle historique.

## Biographie
Edgar Bundy est un peintre anglais autodidacte qui a passé une partie de son enfance dans le studio d'Alfred Stevens. Il se spécialisa dans les peintures à l'huile et aquarelles historiques. Il reçoit une médaille de 2e classe au Salon des artistes français de 1909, année où il passe en hors-concours.
Ses œuvres figurent dans les expositions de l'Académie des beaux-arts de France en 1907 ainsi qu'à la Royal Academy en 1915. Les œuvres de l'artiste sont influencées par celles de John Millais, William Morris et de John Ruskin. L'artiste devient membre de la Royal Academy of Arts en 1915.

## Œuvres
- The Morning of Sedgemoor (1905)
- A Bit of Banter (1906), Musée Dufresne-Nincheri
- The Landing of the First Canadian Division at St. Nazaire (1915)

## Sources
- (en) Cet article est partiellement ou en totalité issu de l’article de Wikipédia en anglais intitulé « Edgar Bundy » (voir la liste des auteurs).
- (en) Mary Chamot, Dennis Farr et Martin Butlin, The Modern British Paintings, Drawings and Sculpture, Londres, 1964
- Tate Britain, « Edgar Bundy », Tate Britain, 2014 (consulté le 27 octobre 2014)
- Notices d'autorité :   - VIAF
  - ISNI
  - BnF (données)
  - LCCN
  - WorldCat
- Ressources relatives aux beaux-arts :   - Art UK
  - Artists of the World Online
  - Auckland Art Gallery
  - Bénézit
  - Bridgeman Art Library
  - Mapping Sculpture
  - Musée d'Orsay
  - Musée national du Victoria
  - MutualArt
  - RKDartists
  - Royal Academy of Arts
  - Tate
  - Union List of Artist Names